# Молодіжний чемпіонат світу з хокею із шайбою 2016
Молодіжний чемпіонат світу з хокею із шайбою 2016 (англ. 2016 World Junior Ice Hockey Championships) — 40-й чемпіонат світу з хокею серед молодіжних команд, який пройшов у Фінляндії з 26 грудня 2015 року по 5 січня 2016 року. Чемпіонами світу стали господарі чемпіонату — фіни.

## Формат турніру
Згідно з регламентом змагань 10 команд, що поділені на дві групи по 5 команд у кожній, змагаються у попередньому раунді. Кожна з команд проводить по чотири зустрічі у групі за круговою системою та виходить до раунду плей-оф, а команди, що посіли 5-е місце потрапляють до втішного раунду.
 
Чотири найкращі команди проводять перехресні матчі у чвертьфіналі: 1A проти 4В, 1B проти 4А, 2А проти 3B і 2B проти 3А. Переможець кожного чвертьфіналу потрапляє до півфіналу.
Переможець кожного півфіналу змагатиметься у фіналі за золоті медалі, в той час як переможені будуть змагатися за бронзові нагороди у матчі за 3-є місце.

## Арени
| Hartwall Arena Місткість: 13,506 | Гельсінки Айс Холл Місткість: 8,200 |
| -------------------------------- | ----------------------------------- |
|                                  |                                     |
| Фінляндія – Гельсінки            | Фінляндія – Гельсінки               |

## Склади груп
| Група A                                             | Група B                                                     |
| --------------------------------------------------- | ----------------------------------------------------------- |
| Група A - Канада - Данія - Швеція - Швейцарія - США | Група B - Білорусь - Чехія - Фінляндія - Росія - Словаччина |

## Попередній раунд
|  | Команда переходить у чвертьфінал          |
|  | Команда змагається у турнірі на вибування |

### Група A
| Команда   | І | В | ВО | ПО | П | ШЗ | ШП | О  |
| --------- | - | - | -- | -- | - | -- | -- | -- |
| Швеція    | 4 | 4 | 0  | 0  | 0 | 19 | 5  | 12 |
| США       | 4 | 3 | 0  | 0  | 1 | 18 | 5  | 9  |
| Канада    | 4 | 1 | 1  | 0  | 2 | 13 | 12 | 5  |
| Данія     | 4 | 1 | 0  | 0  | 3 | 4  | 16 | 3  |
| Швейцарія | 4 | 0 | 0  | 1  | 3 | 7  | 23 | 1  |

Час початку матчів місцевий (UTC+2)
| 26 грудня 2015 16:00 | Швейцарія | 3 : 8 (1:3, 1:3, 1:2) | Швеція | Гельсінки Айс Холл Глядачів: 5 600 |

| Протокол                                                                               | Протокол                                    | Протокол | Протокол         | Протокол                               |
| -------------------------------------------------------------------------------------- | ------------------------------------------- | --- | ---------------- | -------------------------------------- |
|                                                                                        | Готьє Деклу Йорен Поттелберг                | Голкіпери | Лінус Седерстрем | Арбітри: Андріс Ансонс Владімір Пешина |
| Кесслер (Мальгін, Глаузер) — 17:23 Ноа Род (Гарлахер, Мальгін) — 27:11 Кесслер — 51:57 | 0:1 0:2 1:2 1:3 1:4 1:5 2:5 2:6 2:7 3:7 3:8 | 01:21 — Нюландер (А. Нюландер, Д. Тимашов) 10:17 — Ліндблум (Гольмстрем, Кемпе) 19:31 — Д. Тимашов (А. Нюландер) 21:48 — Д. Тимашов (Петтерссон, Карлссон) 24:17 — Асплунд (Карлссон, Петтерссон) 32:50 — Форсбака Карлссон (Лагессон) 42:34 — Ларссон (А. Нюландер, Гольмстрем) 56:40 — О. Матссон (Петтерссон) |                  | Арбітри: Андріс Ансонс Владімір Пешина |
| 60 хв.                                                                                 | Вилучення                                   | 10 хв. |                  | Арбітри: Андріс Ансонс Владімір Пешина |
| 18                                                                                     | Кидки                                       | 39 |                  | Арбітри: Андріс Ансонс Владімір Пешина |

| 26 грудня 2015 20:00 | США | 4 : 2 (0:0, 1:1, 3:1) | Канада | Гельсінки Айс Холл Глядачів: 6 112 |

| Протокол | Протокол                | Протокол                                                        | Протокол          | Протокол                             |
| --- | ----------------------- | --------------------------------------------------------------- | ----------------- | ------------------------------------ |
| | Александер Неделькович  | Голкіпери                                                       | Мейсон Макдональд | Арбітри: Мікаель Норд Алексі Рантала |
| Вайт (Мілано, Дворак) — 36:33 Веренскі (Метьюс, Ткачук) — 47:22 Бельпедіо (Борген, Вайт) — 56:42 Метьюс (Веренскі, Ткачук) — 57:23 | 0:1 1:1 2:1 2:2 3:2 4:2 | 25:06 — Барзал (Шартьє, Готьє) 50:45 — Строум (Марнер, Дермотт) |                   | Арбітри: Мікаель Норд Алексі Рантала |
| 27 хв. | Вилучення               | 4 хв.                                                           |                   | Арбітри: Мікаель Норд Алексі Рантала |
| 25 | Кидки                   | 27                                                              |                   | Арбітри: Мікаель Норд Алексі Рантала |

| 27 грудня 2015 20:00 | Данія | 2 : 1 (0:1, 0:0, 2:0) | Швейцарія | Гельсінки Айс Холл Глядачів: 1 596 |

| Протокол                                                      | Протокол    | Протокол        | Протокол         | Протокол                                     |
| ------------------------------------------------------------- | ----------- | --------------- | ---------------- | -------------------------------------------- |
|                                                               | Томас Ліллі | Голкіпери       | Йорен Поттелберг | Арбітри: Олексій Анісімов Крістофер Пітоскья |
| С. Нільсен (Єнсен, Рендберг) — 41:17 Фром (Тру, Краг) — 46:20 | 0:1 1:1 2:1 | 08:21 — Ноа Род |                  | Арбітри: Олексій Анісімов Крістофер Пітоскья |
| 25 хв.                                                        | Вилучення   | 4 хв.           |                  | Арбітри: Олексій Анісімов Крістофер Пітоскья |
| 22                                                            | Кидки       | 23              |                  | Арбітри: Олексій Анісімов Крістофер Пітоскья |

| 28 грудня 2015 16:00 | Швеція | 1 : 0 (0:0, 1:0, 0:0) | США | Гельсінки Айс Холл Глядачів: 5 415 |

| Протокол                                   | Протокол         | Протокол  | Протокол               | Протокол                                    |
| ------------------------------------------ | ---------------- | --------- | ---------------------- | ------------------------------------------- |
|                                            | Лінус Седерстрем | Голкіпери | Александер Неделькович | Арбітри: Даніель Піхачек Жан-Філіпп Сільвен |
| А. Нюландер (Д. Тимашов, Карлссон) — 22:41 | 1:0              |           |                        | Арбітри: Даніель Піхачек Жан-Філіпп Сільвен |
| 16 хв.                                     | Вилучення        | 12 хв.    |                        | Арбітри: Даніель Піхачек Жан-Філіпп Сільвен |
| 23                                         | Кидки            | 46        |                        | Арбітри: Даніель Піхачек Жан-Філіпп Сільвен |

| 28 грудня 2015 20:00 | Канада | 6 : 1 (1:1, 4:0, 1:0) | Данія | Гельсінки Айс Холл Глядачів: 5 891 |

| Протокол | Протокол                    | Протокол                     | Протокол | Протокол                          |
| --- | --------------------------- | ---------------------------- | -------- | --------------------------------- |
| | Макдональд                  | Голкіпери                    | Сельдруп | Арбітри: Даніель Конц Марк Віганд |
| Бовільє (Барзал, Шартьє) — 13:52 Кьюенвілл (Марнер, Флері) — 21:14 Барзал (Шабо, Гекуттс) — 25:03 Краус (Конечни, Дермотт) — 25:54 Марнер (Строум, Пойнт) — 31:30 Строум (Пойнт) — 49:32 | 0:1 1:1 2:1 3:1 4:1 5:1 6:1 | 12:49 — Тру (Фром, Крогсгор) |          | Арбітри: Даніель Конц Марк Віганд |
| 4 хв. | Вилучення                   | 10 хв.                       |          | Арбітри: Даніель Конц Марк Віганд |
| 58 | Кидки                       | 11                           |          | Арбітри: Даніель Конц Марк Віганд |

| 29 грудня 2015 20:00 | Швейцарія | 2 : 3 Б (2:1, 0:1, 0:0, 0:0, 0:1) | Канада | Гельсінки Айс Холл Глядачів: 3 522 |

| Протокол                                                                      | Протокол               | Протокол                                                                 | Протокол         | Протокол                               |
| ----------------------------------------------------------------------------- | ---------------------- | ------------------------------------------------------------------------ | ---------------- | -------------------------------------- |
|                                                                               | Йорен Поттелберг       | Голкіпери                                                                | Маккензі Блеквуд | Арбітри: Стефан Фонселіус Мікаель Норд |
| Ріат (Ноа Род, Мальгін) — 02:12 Д. Маєр (Форрер, Пріве) — 15:37 Сутер Т. Маєр | 1:0 2:0 2:1 2:2 Буліти | 19:37 — Строум (Шабо, Краус) 32:17 — Гекуттс (Краус) Строум Барзал Пойнт |                  | Арбітри: Стефан Фонселіус Мікаель Норд |
| 8 хв.                                                                         | Вилучення              | 4 хв.                                                                    |                  | Арбітри: Стефан Фонселіус Мікаель Норд |
| 25                                                                            | Кидки                  | 35                                                                       |                  | Арбітри: Стефан Фонселіус Мікаель Норд |

| 30 грудня 2015 16:00 | Швеція | 5 : 0 (2:0, 1:0, 2:0) | Данія | Гельсінки Айс Холл Глядачів: 4 193 |

| Протокол | Протокол            | Протокол  | Протокол    | Протокол                            |
| --- | ------------------- | --------- | ----------- | ----------------------------------- |
| | Лінус Седерстрем    | Голкіпери | Томас Ліллі | Арбітри: Алексі Рантала Марк Віганд |
| Кемпе (Ліндблум) — 00:13 Форслінг (Форсбака) — 10:22 Ліндблум (Гольмстрем, Оллас Маттссон) — 37:17 Лагессон (Ен, Лооке) — 50:02 А. Нюландер (Асплунд, Ларссон) — 55:55 | 1:0 2:0 3:0 4:0 5:0 |           |             | Арбітри: Алексі Рантала Марк Віганд |
| 4 хв. | Вилучення           | 10 хв.    |             | Арбітри: Алексі Рантала Марк Віганд |
| 48 | Кидки               | 9         |             | Арбітри: Алексі Рантала Марк Віганд |

| 30 грудня 2015 20:00 | США | 10 : 1 (6:0, 4:1, 0:0) | Швейцарія | Гельсінки Айс Холл Глядачів: 3 701 |

| Протокол | Протокол                                     | Протокол                | Протокол                       | Протокол                              |
| --- | -------------------------------------------- | ----------------------- | ------------------------------ | ------------------------------------- |
| | Александер Неделькович Брендон Галверсон     | Голкіпери               | Йорен Поттелберг Людовик Вебер | Арбітри: Даніель Конц Даніель Піхачек |
| Дворак (Веренскі, Мілано) — 7:23 Метьюс (Ткачук, Вайт) — 8:26 Карло (Веренскі) — 10:13 Веренскі (Дворак, Мілано) — 12:59 Ткачук (Метьюс) — 15:10 Шмолтц (Гічкок, Бозер) — 16:33 Ткачук (Метьюс) — 22:12 Метьюс (Шмолтц, Вайт) — 28:09 Вайт (Дворак) — 29:00 Донато — 30:58 | 1:0 2:0 3:0 4:0 5:0 6:0 6:1 7:1 8:1 9:1 10:1 | 21:26 — Т. Маєр (Гішір) |                                | Арбітри: Даніель Конц Даніель Піхачек |
| 6 хв. | Вилучення                                    | 14 хв.                  |                                | Арбітри: Даніель Конц Даніель Піхачек |
| 33 | Кидки                                        | 28                      |                                | Арбітри: Даніель Конц Даніель Піхачек |

| 31 грудня 2015 16:00 | Данія | 1 : 4 (1:1, 0:1, 0:2) | США | Гельсінки Айс Холл Глядачів: 5 128 |

| Протокол       | Протокол            | Протокол | Протокол          | Протокол                                 |
| -------------- | ------------------- | --- | ----------------- | ---------------------------------------- |
|                | Матіас Сельдруп     | Голкіпери | Брендон Галверсон | Арбітри: Стефан Фонселіус Бретт Айверсон |
| Лассен — 10:14 | 1:0 1:1 1:2 1:3 1:4 | 17:04 — Метьюс (Вайт, Ткачук) 24:02 — Мілано (Бельпедіо) 45:40 — Вайт (Ткачук, Метьюс) 47:43 — Бйорк (Мілано, Фортунато) |                   | Арбітри: Стефан Фонселіус Бретт Айверсон |
| 6 хв.          | Вилучення           | 2 хв. |                   | Арбітри: Стефан Фонселіус Бретт Айверсон |
| 17             | Кидки               | 44 |                   | Арбітри: Стефан Фонселіус Бретт Айверсон |

| 31 грудня 2015 20:00 | Канада | 2 : 5 (1:2, 0:1, 1:2) | Швеція | Гельсінки Айс Холл Глядачів: 7 003 |

| Протокол                                                | Протокол                    | Протокол | Протокол                          | Протокол                                  |
| ------------------------------------------------------- | --------------------------- | --- | --------------------------------- | ----------------------------------------- |
|                                                         | Маккензі Блеквуд            | Голкіпери | Лінус Седерстрем Фелікс Сандстрем | Арбітри: Олексій Анісімов Владімір Пешина |
| Стівенс (Шабо) — 15:51 Марнер (Гекуттс, Строум) — 54:10 | 0:1 0:2 1:2 1:3 1:4 2:4 2:5 | 4:37 — А. Нюландер (Асплунд, Д. Тимашов) 7:08 — Форслінг (А. Нюландер, Кемпе) 33:38 — Кемпе (Гольмстрем, Форслінг) 47:09 — А. Карлссон (Г. Карлссон, Лооке) 59:49 — Асплунд (Енґлунд) |                                   | Арбітри: Олексій Анісімов Владімір Пешина |
| 20 хв.                                                  | Вилучення                   | 14 хв. |                                   | Арбітри: Олексій Анісімов Владімір Пешина |
| 24                                                      | Кидки                       | 32 |                                   | Арбітри: Олексій Анісімов Владімір Пешина |

### Група В
| Команда    | І | В | ВО | ПО | П | Ш  | ШП | О  |
| ---------- | - | - | -- | -- | - | -- | -- | -- |
| Росія      | 4 | 3 | 1  | 0  | 0 | 14 | 7  | 11 |
| Фінляндія  | 4 | 3 | 0  | 0  | 1 | 23 | 13 | 9  |
| Чехія      | 4 | 2 | 0  | 1  | 1 | 8  | 14 | 7  |
| Словаччина | 4 | 1 | 0  | 0  | 3 | 8  | 14 | 3  |
| Білорусь   | 4 | 0 | 0  | 0  | 4 | 6  | 19 | 0  |

Час початку матчів місцевий (UTC+2)
| 26 грудня 2015 14:00 | Чехія | 1 : 2 Б (0:0, 1:0, 0:1, 0:0, 0:1) | Росія | Hartwall Arena Глядачів: 10 106 |

| Протокол           | Протокол      | Протокол                                  | Протокол | Протокол                                  |
| ------------------ | ------------- | ----------------------------------------- | -------- | ----------------------------------------- |
|                    | Вітек Ванечек | Голкіпери                                 | Георгієв | Арбітри: Стефан Фонселіус Даніель Піхачек |
| Шпачек (б) — 33:54 | 1:0 1:1 1:2   | 49:09 — Лаута 65:00 — Лазарев (пер. бул.) |          | Арбітри: Стефан Фонселіус Даніель Піхачек |
| 27 хв.             | Вилучення     | 6 хв.                                     |          | Арбітри: Стефан Фонселіус Даніель Піхачек |
| 25                 | Кидки         | 22                                        |          | Арбітри: Стефан Фонселіус Даніель Піхачек |

| 26 грудня 2015 18:00 | Фінляндія | 6 : 0 (0:0, 1:0, 5:0) | Білорусь | Hartwall Arena Глядачів: 12 222 |

| Протокол                                                                                         | Протокол                | Протокол  | Протокол             | Протокол                                 |
| ------------------------------------------------------------------------------------------------ | ----------------------- | --------- | -------------------- | ---------------------------------------- |
|                                                                                                  | Вегвілайнен             | Голкіпери | Кульбаков Вербицький | Арбітри: Даніель Конц Жан-Філіпп Сільвен |
| Пулюярві (Ахо) — 37:14 Лайне — 41:33 Ніку — 45:46 Пулюярві — 47:26 Репо — 53:04 Рантанен — 59:40 | 1:0 2:0 3:0 4:0 5:0 6:0 |           |                      | Арбітри: Даніель Конц Жан-Філіпп Сільвен |
| 8 хв.                                                                                            | Вилучення               | 18 хв.    |                      | Арбітри: Даніель Конц Жан-Філіпп Сільвен |
| 37                                                                                               | Кидки                   | 10        |                      | Арбітри: Даніель Конц Жан-Філіпп Сільвен |

| 27 грудня 2015 16:00 | Білорусь | 2 : 4 (1:1, 1:1, 0:2) | Словаччина | Hartwall Arena Глядачів: 1 472 |

| Протокол                               | Протокол                | Протокол                                                 | Протокол   | Протокол                              |
| -------------------------------------- | ----------------------- | -------------------------------------------------------- | ---------- | ------------------------------------- |
|                                        | Кульбаков Вербицький    | Голкіпери                                                | Адам Гуска | Арбітри: Стефан Фонселіус Марк Віганд |
| Малиновський — 11:33 Васильчук — 22:21 | 0:1 1:1 2:1 2:2 2:3 2:4 | 06:56 — Койш 32:28 — Лештан 40:19 — Грушик 59:41 — Сіска |            | Арбітри: Стефан Фонселіус Марк Віганд |
| 10 хв.                                 | Вилучення               | 4 хв.                                                    |            | Арбітри: Стефан Фонселіус Марк Віганд |
| 26                                     | Кидки                   | 39                                                       |            | Арбітри: Стефан Фонселіус Марк Віганд |

| 28 грудня 2015 14:00 | Словаччина | 0 : 2 (0:0, 0:1, 0:1) | Чехія | Hartwall Arena Глядачів: 8 998 |

| Протокол | Протокол   | Протокол                                                  | Протокол      | Протокол                              |
| -------- | ---------- | --------------------------------------------------------- | ------------- | ------------------------------------- |
|          | Адам Гуска | Голкіпери                                                 | Вітек Ванечек | Арбітри: Андріс Ансонс Алексі Рантала |
|          | 0:1 0:2    | 36:58 — Пастрняк (Зборжил, Каше) 51:55 — Лакатош (Гронек) |               | Арбітри: Андріс Ансонс Алексі Рантала |
| 6 хв.    | Вилучення  | 4 хв.                                                     |               | Арбітри: Андріс Ансонс Алексі Рантала |
| 18       | Кидки      | 34                                                        |               | Арбітри: Андріс Ансонс Алексі Рантала |

| 28 грудня 2015 18:00 | Росія | 6 : 4 (1:2, 4:1, 1:1) | Фінляндія | Hartwall Arena Глядачів: 12 526 |

| Протокол | Протокол                                | Протокол | Протокол    | Протокол                                   |
| --- | --------------------------------------- | --- | ----------- | ------------------------------------------ |
| | Георгієв                                | Голкіпери | Вегвілайнен | Арбітри: Бретт Айверсон Крістофер Пітоскья |
| Капризов (Проворов, Лазарев) — 06:10 Свєтляков (Коршков, Воронков) — 28:48 Красковський (Коршков, Жульдіков) — 32:29 Каменєв (Капризов, Лазарев) — 35:28 Полунін (Коршков) — 36:05 Фазлеєв (Проворов, Лаута) — 53:48 | 0:1 1:1 1:2 1:3 2:3 3:3 4:3 5:3 5:4 6:4 | 04:13 — Ахо (Пулюярві, Лайне) 18:53 — Лайне (Пулюярві, Кескітало) 20:53 — Саарела (Пулюярві, Лайне) 41:18 — Саарела (Нятіннен) |             | Арбітри: Бретт Айверсон Крістофер Пітоскья |
| 12 хв. | Вилучення                               | 12 хв. |             | Арбітри: Бретт Айверсон Крістофер Пітоскья |
| 25 | Кидки                                   | 32 |             | Арбітри: Бретт Айверсон Крістофер Пітоскья |

| 29 грудня 2015 16:00 | Білорусь | 1 : 4 (0:3, 0:0, 1:1) | Росія | Hartwall Arena Глядачів: 2 342 |

| Протокол         | Протокол            | Протокол | Протокол | Протокол                               |
| ---------------- | ------------------- | --- | -------- | -------------------------------------- |
|                  | Вербицький          | Голкіпери | Самсонов | Арбітри: Андріс Ансонс Владімір Пешина |
| Паценкін — 46:14 | 0:1 0:2 0:3 1:3 1:4 | 10:00 — Лазарев (Каменєв, Капризов) 15:42 — Полунін (Красковський, Коршков) 18:19 — Каменєв (Проворов, Лазарев) 47:41 — Полунін (Коршков, Жульдіков) |          | Арбітри: Андріс Ансонс Владімір Пешина |
| 6 хв.            | Вилучення           | 6 хв. |          | Арбітри: Андріс Ансонс Владімір Пешина |
| 18               | Кидки               | 32 |          | Арбітри: Андріс Ансонс Владімір Пешина |

| 30 грудня 2015 14:00 | Чехія | 5 : 3 (1:0, 1:3, 3:0) | Білорусь | Hartwall Arena Глядачів: 8 456 |

| Протокол | Протокол                        | Протокол | Протокол       | Протокол                                   |
| --- | ------------------------------- | --- | -------------- | ------------------------------------------ |
| | Вітек Ванечек                   | Голкіпери | Іван Кульбаков | Арбітри: Бретт Айверсон Жан-Філіпп Сільвен |
| Странскі — 15:39 Лакатош (Пастрняк, Гронек) — 32:26 Смейкал (Шпачек, Ордош) — 52:06 Веселий (Шпачек) — 54:20 Машин (Смейкал) — 59:40 | 1:0 1:1 1:2 2:2 2:3 3:3 4:3 5:3 | 20:43 — Фальковський (Черніков, Карабан) 30:26 — Шарангович (Карабан, Фальковський) 37:31 — Гончаров (Карабан) |                | Арбітри: Бретт Айверсон Жан-Філіпп Сільвен |
| 4 хв. | Вилучення                       | 2 хв. |                | Арбітри: Бретт Айверсон Жан-Філіпп Сільвен |
| 49 | Кидки                           | 24 |                | Арбітри: Бретт Айверсон Жан-Філіпп Сільвен |

| 30 грудня 2015 18:00 | Словаччина | 3 : 8 (2:1, 0:2, 1:5) | Фінляндія | Hartwall Arena Глядачів: 12 723 |

| Протокол                                                                                         | Протокол                                    | Протокол | Протокол       | Протокол                                     |
| ------------------------------------------------------------------------------------------------ | ------------------------------------------- | --- | -------------- | -------------------------------------------- |
|                                                                                                  | Адам Гуска                                  | Голкіпери | Каапо Кяхкенен | Арбітри: Олексій Анісімов Крістофер Пітоскья |
| Сукель (Палочко, Слобода) — 09:50 Бондра (Романчик, Суровий) — 11:55 Маєр (Сукель, Ярош) — 45:27 | 1:0 2:0 2:1 2:2 2:3 2:4 2:5 3:5 3:6 3:7 3:8 | 15:15 — Ахо (Лайне, Пулюярві) 34:07 — Саарела (Юолеві, Пулюярві) 38:22 — Хінтс (Сааріярві, Рантанен) 40:28 — Пулюярві (Лайне) 42:41 — Ахо (Пулюярві, Юолеві) 51:52 — Лайне (Ахо) 52:30 — Капанен (Сааріярві, Хінтс) 57:41 — Бьорквіст (Сааріярві, Сійконен) |                | Арбітри: Олексій Анісімов Крістофер Пітоскья |
| 16 хв.                                                                                           | Вилучення                                   | 8 хв. |                | Арбітри: Олексій Анісімов Крістофер Пітоскья |
| 28                                                                                               | Кидки                                       | 48 |                | Арбітри: Олексій Анісімов Крістофер Пітоскья |

| 31 грудня 2015 14:00 | Росія | 2 : 1 (1:0, 1:1, 0:0) | Словаччина | Hartwall Arena Глядачів: 6 497 |

| Протокол                                          | Протокол           | Протокол              | Протокол   | Протокол                                 |
| ------------------------------------------------- | ------------------ | --------------------- | ---------- | ---------------------------------------- |
|                                                   | Олександр Георгієв | Голкіпери             | Адам Гуска | Арбітри: Мікаель Норд Жан-Філіпп Сільвен |
| Лаута (Микулович, Проворов) — 15:29 Риков — 29:12 | 1:0 2:0 2:1        | 35:50 — Ярош (Сукель) |            | Арбітри: Мікаель Норд Жан-Філіпп Сільвен |
| 14 хв.                                            | Вилучення          | 8 хв.                 |            | Арбітри: Мікаель Норд Жан-Філіпп Сільвен |
| 27                                                | Кидки              | 21                    |            | Арбітри: Мікаель Норд Жан-Філіпп Сільвен |

| 31 грудня 2015 18:00 | Фінляндія | 5 : 4 (0:0, 3:3, 2:1) | Чехія | Hartwall Arena Глядачів: 12 198 |

| Протокол | Протокол                            | Протокол | Протокол | Протокол                           |
| --- | ----------------------------------- | --- | -------- | ---------------------------------- |
| | Вегвілайнен                         | Голкіпери | Ванечек  | Арбітри: Андріс Ансонс Марк Віганд |
| Пулюярві (Ахо) — 20:57 Хінтс — 28:06 Калапудас (Капанен, Ніку) — 30:46 Пулюярві (Нятіннен, Юолеві) — 50:10 Лайне (Юолеві, Ахо) — 54:13 | 1:0 1:1 1:2 2:2 3:2 3:3 3:4 4:4 5:4 | 24:22 — Смейкал (Шпачек, Пастрняк) 26:08 — Ордош (Воженілек, Шоустал) 39:27 — Скленічка (Машин, Заха) 48:37 — Шпачек (Пастрняк, Смейкал) |          | Арбітри: Андріс Ансонс Марк Віганд |
| 8 хв. | Вилучення                           | 10 хв. |          | Арбітри: Андріс Ансонс Марк Віганд |
| 27 | Кидки                               | 35 |          | Арбітри: Андріс Ансонс Марк Віганд |

## Турнір на вибування
|  | Команда кваліфікується до чемпіонату світу 2017 |
|  | Команда вибуває до дивізіону I                  |

Час початку матчів місцевий (UTC+2)
| 2 січня 2016 12:00 | Швейцарія | 5 : 1 (1:1, 2:0, 2:0) | Білорусь | Гельсінки Айс Холл Глядачів: 453 |

| Протокол | Протокол                | Протокол                      | Протокол       | Протокол                              |
| --- | ----------------------- | ----------------------------- | -------------- | ------------------------------------- |
| | Йорен Поттелберг        | Голкіпери                     | Іван Кульбаков | Арбітри: Даніель Конц Владімір Пешина |
| Род (Кесслер) — 06:36 Мальгін (Т. Маєр, Ріат) — 35:36 Ріат (Мальгін, Т. Маєр) — 38:41 Пріве (Гішір) — 51:05 Т. Маєр (Сутер, Мальгін) — 58:59 | 0:1 1:1 2:1 3:1 4:1 5:1 | 01:59 — Буйницький (Веремьєв) |                | Арбітри: Даніель Конц Владімір Пешина |
| 8 хв. | Вилучення               | 26 хв.                        |                | Арбітри: Даніель Конц Владімір Пешина |
| 42 | Кидки                   | 21                            |                | Арбітри: Даніель Конц Владімір Пешина |

| 3 січня 2016 12:00 | Білорусь | 2 : 6 (2:3, 0:3, 0:0) | Швейцарія | Гельсінки Айс Холл Глядачів: 748 |

| Протокол                                                                   | Протокол                            | Протокол | Протокол         | Протокол                               |
| -------------------------------------------------------------------------- | ----------------------------------- | --- | ---------------- | -------------------------------------- |
|                                                                            | Іван Кульбаков Владислав Вербицький | Голкіпери | Йорен Поттелберг | Арбітри: Олексій Анісімов Мікаель Норд |
| Буйницький (Воробей, Бокун) — 15:20 Філіппович (Белевич, Паценкін) — 16:44 | 0:1 0:2 0:3 1:3 2:3 2:4 2:5 2:6     | 03:41 — Сутер (Т. Маєр, Мальгін) 03:50 — Сутер (Каррер, Зігенталер) 12:43 — Сутер (Род, Мальгін) 28:18 — Род (Мальгін, Кесслер) 35:21 — Маєр (Еглі, Ріат) 35:21 — Д. Маєр (Тюркауф) |                  | Арбітри: Олексій Анісімов Мікаель Норд |
| 16 хв.                                                                     | Вилучення                           | 14 хв. |                  | Арбітри: Олексій Анісімов Мікаель Норд |
| 23                                                                         | Кидки                               | 44 |                  | Арбітри: Олексій Анісімов Мікаель Норд |

## Плей-оф
|  | Чвертьфінали | Чвертьфінали |           |     | Півфінали   | Півфінали   |  |  | Фінал | Фінал |
|  |              |              |           |     |             |             |  |  |       |       |
|  |              |              |           |     |             |             |  |  |       |       |
|  |              |              |           |     |             |             |  |  |       |       |
|  | Швеція       | 6            |           |     |             |             |  |  |       |       |
|  | Швеція       | 6            |           |     |             |             |  |  |       |       |
|  | Словаччина   | 0            |           |     |             |             |  |  |       |       |
|  | Словаччина   | 0            | Швеція    | 1   |             |             |  |  |       |       |
|  |              |              | Швеція    | 1   |             |             |  |  |       |       |
|  |              | Фінляндія    | 2         |     |             |             |  |  |       |       |
|  | Фінляндія    | Фінляндія    | 2         | 6   |             |             |  |  |       |       |
|  | Фінляндія    |              |           | 6   |             |             |  |  |       |       |
|  | Канада       | 5            |           |     |             |             |  |  |       |       |
|  | Канада       | 5            | Фінляндія | 4†  |             |             |  |  |       |       |
|  |              |              | Фінляндія | 4†  |             |             |  |  |       |       |
|  |              | Росія        | 3         |     |             |             |  |  |       |       |
|  | Росія        | Росія        | 3         | 4†  |             |             |  |  |       |       |
|  | Росія        |              |           | 4†  |             |             |  |  |       |       |
|  | Данія        | 3            |           |     |             |             |  |  |       |       |
|  | Данія        | 3            | Росія     | 2   | Третє місце | Третє місце |  |  |       |       |
|  |              |              | Росія     | 2   | Третє місце | Третє місце |  |  |       |       |
|  |              | США          | 1         |     |             |             |  |  |       |       |
|  | США          | США          | 1         | 7   | Швеція      | 3           |  |  |       |       |
|  | США          |              |           | 7   | Швеція      | 3           |  |  |       |       |
|  | Чехія        | 0            |           | США | 8           |             |  |  |       |       |
|  | Чехія        | 0            |           |     | 8           |             |  |  |       |       |
|  |              |              |           |     |             |             |  |  |       |       |
|  |              |              |           |     |             |             |  |  |       |       |

† Перемога в овертаймі.

### Чвертьфінали
| 2 січня 2016 14:00 | Росія | 4 : 3 ОТ (1:0, 0:2, 2:1, 1:0) | Данія | Hartwall Arena Глядачів: 8 869 |

| Протокол | Протокол                    | Протокол                                                                                            | Протокол    | Протокол                            |
| --- | --------------------------- | --------------------------------------------------------------------------------------------------- | ----------- | ----------------------------------- |
| | Олександр Георгієв          | Голкіпери                                                                                           | Томас Ліллі | Арбітри: Алексі Рантала Марк Віганд |
| Коршков (Красковський, Риков) — 02:49 Лаута (Дергачов, Фазлеєв) — 52:31 Каменєв (Лаута, Проворов) — 59:16 Каменєв (Проворов, Свєтляков) — 65:00 | 1:0 1:1 1:2 2:2 2:3 3:3 4:3 | 22:37 — Єнсен (Гольмберг, Олсен) 29:20 — Олсен (К. Єнсен, С. Нільсен) 54:36 — Крістенсен (Крогсгор) |             | Арбітри: Алексі Рантала Марк Віганд |
| 14 хв. | Вилучення                   | 2 хв.                                                                                               |             | Арбітри: Алексі Рантала Марк Віганд |
| 46 | Кидки                       | 21                                                                                                  |             | Арбітри: Алексі Рантала Марк Віганд |

| 2 січня 2016 16:00 | Швеція | 6 : 0 (2:0, 1:0, 3:0) | Словаччина | Гельсінки Айс Холл Глядачів: 3 796 |

| Протокол | Протокол                | Протокол  | Протокол   | Протокол                                  |
| --- | ----------------------- | --------- | ---------- | ----------------------------------------- |
| | Лінус Седерстрем        | Голкіпери | Адам Гуска | Арбітри: Андріс Ансонс Жан-Філіпп Сільвен |
| Ерікссон Ек (Форсбака Карлссон) — 05:10 Ліндблум (Гольмстрем, Кемпе) — 11:35 Ен (Лооке) — 30:07 Кемпе (Гольмстрем, Енґлунд) — 43:43 Лооке (Форсбака Карлссон) — 45:36 А. Нюландер (Д. Тимашов) — 56:57 | 1:0 2:0 3:0 4:0 5:0 6:0 |           |            | Арбітри: Андріс Ансонс Жан-Філіпп Сільвен |
| 12 хв. | Вилучення               | 14 хв.    |            | Арбітри: Андріс Ансонс Жан-Філіпп Сільвен |
| 55 | Кидки                   | 17        |            | Арбітри: Андріс Ансонс Жан-Філіпп Сільвен |

| 2 січня 2016 18:00 | Фінляндія | 6 : 5 (1:2, 3:1, 2:2) | Канада | Hartwall Arena Глядачів: 13 016 |

| Протокол | Протокол                                    | Протокол | Протокол         | Протокол                                    |
| --- | ------------------------------------------- | --- | ---------------- | ------------------------------------------- |
| | Вейні Вегвіляйнен Каапо Кагконен            | Голкіпери | Маккензі Блеквуд | Арбітри: Даніель Піхачек Крістофер Пітоскья |
| Лайне (Ахо, Пулюярві) — 19:49 Калапудас (Юолеві, Туулола) — 26:18 Саарела (Пулюярві) — 35:44 Нятіннен (Саарела, Юолеві) — 37:17 Ахо (Пулюярві, Лайне) — 44:21 Лайне (Юолеві, Ахо) — 54:10 | 0:1 0:2 1:2 2:2 2:3 3:3 4:3 4:4 5:4 5:5 6:5 | 05:21 — Конечни (Кьюенвілл, Стівенс) 10:59 — Строум (Готьє, Краус) 27:20 — Краус (Віртанен) 43:14 — Марнер (Пойнт, Сангейм) 45:57 — Марнер (Пойнт) |                  | Арбітри: Даніель Піхачек Крістофер Пітоскья |
| 12 хв. | Вилучення                                   | 18 хв. |                  | Арбітри: Даніель Піхачек Крістофер Пітоскья |
| 29 | Кидки                                       | 34 |                  | Арбітри: Даніель Піхачек Крістофер Пітоскья |

| 2 січня 2016 20:00 | США | 7 : 0 (2:0, 3:0, 2:0) | Чехія | Гельсінки Айс Холл Глядачів: 3 113 |

| Протокол | Протокол                    | Протокол  | Протокол                  | Протокол                                 |
| --- | --------------------------- | --------- | ------------------------- | ---------------------------------------- |
| | Александер Неделькович      | Голкіпери | Вітек Ванечек Алеш Стезка | Арбітри: Стефан Фонселіус Бретт Айверсон |
| Шмолтц (Бозер) — 05:17 Дворак (Карло, Мілано) — 15:14 Метьюс (Борген) — 24:15 Метьюс (Шмолтц, Веренскі) — 29:08 Інсор — 38:04 Меттьюз (Шмолтц, Веренскі) — 40:24 Дебрінкет (Донато, МакІнніс) — 51:53 | 1:0 2:0 3:0 4:0 5:0 6:0 7:0 |           |                           | Арбітри: Стефан Фонселіус Бретт Айверсон |
| 6 хв. | Вилучення                   | 10 хв.    |                           | Арбітри: Стефан Фонселіус Бретт Айверсон |
| 35 | Кидки                       | 28        |                           | Арбітри: Стефан Фонселіус Бретт Айверсон |

### Півфінали
| 4 січня 2016 16:00 | Швеція | 1 : 2 (1:0, 0:2, 0:0) | Фінляндія | Hartwall Arena Глядачів: 13 340 |

| Протокол                     | Протокол         | Протокол                                                                | Протокол       | Протокол                                    |
| ---------------------------- | ---------------- | ----------------------------------------------------------------------- | -------------- | ------------------------------------------- |
|                              | Лінус Седерстрем | Голкіпери                                                               | Каапо Кагконен | Арбітри: Даніель Піхачек Крістофер Пітоскья |
| Асплунд (Д. Тимашов) — 10:17 | 1:0 1:1 1:2      | 31:08 — Хінтс (Рантанен, Капанен) 33:04 — Калапудас (Рантанен, Капанен) |                | Арбітри: Даніель Піхачек Крістофер Пітоскья |
| 20 хв.                       | Вилучення        | 6 хв.                                                                   |                | Арбітри: Даніель Піхачек Крістофер Пітоскья |
| 22                           | Кидки            | 28                                                                      |                | Арбітри: Даніель Піхачек Крістофер Пітоскья |

| 4 січня 2016 20:00 | Росія | 2 : 1 (0:1, 2:0, 0:0) | США | Hartwall Arena Глядачів: 11 812 |

| Протокол                                       | Протокол      | Протокол                          | Протокол               | Протокол                            |
| ---------------------------------------------- | ------------- | --------------------------------- | ---------------------- | ----------------------------------- |
|                                                | Ілля Самсонов | Голкіпери                         | Александер Неделькович | Арбітри: Бретт Айверсон Марк Віганд |
| Красковський (Коршков) — 35:08 Коршков — 37:56 | 0:1 1:1 2:1   | 09:03 — Дворак (Мілано, Веренскі) |                        | Арбітри: Бретт Айверсон Марк Віганд |
| 4 хв.                                          | Вилучення     | 8 хв.                             |                        | Арбітри: Бретт Айверсон Марк Віганд |
| 33                                             | Кидки         | 27                                |                        | Арбітри: Бретт Айверсон Марк Віганд |

### Матч за 3-є місце
| 5 січня 2016 16:00 | Швеція | 3 : 8 (2:2, 0:4, 1:2) | США | Hartwall Arena Глядачів: 10 899 |

| Протокол | Протокол                                    | Протокол | Протокол               | Протокол                                 |
| --- | ------------------------------------------- | --- | ---------------------- | ---------------------------------------- |
| | Фелікс Сандстрем                            | Голкіпери | Александер Неделькович | Арбітри: Стефан Фонселіус Алексі Рантала |
| Лагессон (Кемпе) — 17:39 Грундстрем (Ерікссон Ек, Форсбака Карлссон) — 18:34 Гольмстрем (Ліндблум, Кемпе) — 58:28 | 0:1 0:2 1:2 2:2 2:3 2:4 2:5 2:6 2:7 2:8 3:8 | 11:59 — Бйорк (Дворак) 15:32 — Ткачук (Веренскі, Шмолтц) 22:17 — Бозер (Борген, Ткачук) 24:06 — Донато (Карло, МакІнніс) 36:31 — Бйорк (Мілано, Дворак) 39:51 — Карло (Шмолтц, Гічкок) 43:38 — Донато (МакІнніс) 51:12 — Ткачук (Шмолтц) |                        | Арбітри: Стефан Фонселіус Алексі Рантала |
| 8 хв. | Вилучення                                   | 10 хв. |                        | Арбітри: Стефан Фонселіус Алексі Рантала |
| 38 | Кидки                                       | 29 |                        | Арбітри: Стефан Фонселіус Алексі Рантала |

### Фінал
| 5 січня 2016 20:30 | Росія | 3 : 4 ОТ (1:0, 0:0, 2:3, 0:1) | Фінляндія | Hartwall Arena Глядачів: 13 479 |

| Протокол                                                                                  | Протокол                    | Протокол | Протокол       | Протокол                                   |
| ----------------------------------------------------------------------------------------- | --------------------------- | --- | -------------- | ------------------------------------------ |
|                                                                                           | Олександр Георгієв          | Голкіпери | Каапо Кагконен | Арбітри: Бретт Айверсон Крістофер Пітоскья |
| Каменєв (Проворов, Лазарев) — 04:50 Свєтляков — 41:41 Свєтляков (Проворов, Риков) — 59:54 | 1:0 1:1 2:1 2:2 2:3 3:3 3:4 | 40:24 — Лайне (Ахо, Пулюярві) 50:07 — Ахо (Пулюярві, Лайне) 57:51 — Рантанен (Сааріярві, Калапудас) 61:33 — Капанен |                | Арбітри: Бретт Айверсон Крістофер Пітоскья |
| 40 хв.                                                                                    | Вилучення                   | 4 хв. |                | Арбітри: Бретт Айверсон Крістофер Пітоскья |
| 25                                                                                        | Кидки                       | 29 |                | Арбітри: Бретт Айверсон Крістофер Пітоскья |

## Статистика
Підсумкова таблиця турніру:
|    | Збірна     |
| -- | ---------- |
| 1  | Фінляндія  |
| 2  | Росія      |
| 3  | США        |
| 4  | Швеція     |
| 5  | Чехія      |
| 6  | Канада     |
| 7  | Словаччина |
| 8  | Данія      |
| 9  | Швейцарія  |
| 10 | Білорусь   |

### Бомбардири
Список 10 найкращих гравців, сортованих за очками. Джерело: IIHF.com [Архівовано 6 січня 2016 у Wayback Machine.] (англ.)
| №  | Гравець             | Збірна    | І | Ш | П  | О  | Штр | +/- |
| -- | ------------------- | --------- | - | - | -- | -- | --- | --- |
| 1  | Єссе Пулюярві       | Фінляндія | 7 | 5 | 12 | 17 | +8  | 0   |
| 2  | Себастьян Аго       | Фінляндія | 7 | 5 | 9  | 14 | +9  | 4   |
| 3  | Патрік Лайне        | Фінляндія | 7 | 7 | 6  | 13 | +8  | 6   |
| 4  | Остон Метьюс        | США       | 7 | 7 | 4  | 11 | +6  | 2   |
| 5  | Метью Ткачук        | США       | 7 | 4 | 7  | 11 | +7  | 6   |
| 6  | Александер Нюландер | Швеція    | 7 | 4 | 5  | 9  | +5  | 0   |
| 7  | Зак Веренскі        | США       | 7 | 2 | 7  | 9  | +10 | 4   |
| 8  | Денис Мальгін       | Швейцарія | 6 | 1 | 8  | 9  | –1  | 6   |
| 9  | Оллі Юолеві         | Фінляндія | 7 | 0 | 9  | 9  | +6  | 4   |
| 10 | Крістіан Дворак     | США       | 7 | 3 | 5  | 8  | +8  | 0   |
| 10 | Адріан Кемпе        | Швеція    | 7 | 3 | 5  | 8  | +1  | 8   |

### Найкращі воротарі
Список п'яти найращих воротарів, сортованих за відсотком відбитих кидків. У список включені лише ті гравці, які провели щонайменш 40% хвилин.
| № | Гравець                | Збірна     | %ЧП    | ПШ | КН   | %ВБ   | І«0» |
| - | ---------------------- | ---------- | ------ | -- | ---- | ----- | ---- |
| 1 | Лінус Седерстрем       | Швеція     | 295:28 | 7  | 1.42 | 94.70 | 2    |
| 2 | Александер Неделькович | США        | 325:52 | 9  | 1.66 | 94.27 | 1    |
| 3 | Томас Ліллі            | Данія      | 185:00 | 10 | 3.24 | 91.45 | 0    |
| 4 | Каапо Кагконен         | Фінляндія  | 214:13 | 9  | 2.52 | 90.91 | 0    |
| 5 | Адам Гуска             | Словаччина | 292:30 | 19 | 3.90 | 89.89 | 0    |

Джерело: IIHF.com [Архівовано 6 січня 2016 у Wayback Machine.] (англ.)

### Нагороди
Найкращі гравці, обрані дирекцією ІІХФ
- Найкращий воротар:  Лінус Седерстрем
- Найкращий захисник:  Зак Веренскі
- Найкращий нападник:  Єссе Пулюярві

Команда усіх зірок, обрана ЗМІ
- Воротар:  Лінус Седерстрем
- Захисники:  Оллі Юолеві,  Зак Веренскі
- Нападники:  Єссе Пулюярві,  Патрік Лейн,  Остон Метьюс
- Найцінніший гравець (MVP):  Єссе Пулюярві

Джерело: worldjunior2016 [Архівовано 6 січня 2016 у Wayback Machine.]
Найкращі гравці кожної з команд
Джерело: iihf.com [Архівовано 6 січня 2016 у Wayback Machine.] (англ.)
| Команда    | Гравці                                             |
| ---------- | -------------------------------------------------- |
| Білорусь   | Іван Кульбаков Владислав Гончаров Артем Черников   |
| Данія      | Томас Ліллі Матіас Лассен Александр Тру            |
| Канада     | Джо Гекуттс Ділан Строум Метью Барзал              |
| Росія      | Іван Проворов Павло Красковський Владислав Каменєв |
| Словаччина | Адам Гуска Хрістіан Ярош Матуш Сукель              |
| США        | Александер Неделькович Зак Веренскі Остон Метьюс   |
| Фінляндія  | Єссе Пулюярві Себастьян Аго Патрік Лейн            |
| Чехія      | Давід Пастрняк Міхаел Шпачек Домінік Машин         |
| Швейцарія  | Ной Род Сімон Кіндши Піус Сутер                    |
| Швеція     | Лінус Седерстрем Андреас Енглунд Адріан Кемпе      |

## Дивізіон I

### Дивізіон I A
Матчі пройшли 13 грудня — 19 грудня 2015 у Відні (Австрія).
| Команда кваліфікується до вищого дивізіону | Команда вибуває до дивізіону I B |

Підсумкова таблиця та результати
| М | Команда   | І | В | ВО | ПО | П | ШЗ | ШП | +/- | О  |       | 1   | 2     | 3     | 4     | 5    | 6 |
| - | --------- | - | - | -- | -- | - | -- | -- | --- | -- | ----- | --- | ----- | ----- | ----- | ---- | - |
| 1 | Латвія    | 5 | 4 | 1  | 0  | 0 | 20 | 7  | +13 | 14 | ***   | 6:2 | 5:3   | 2:1 Б | 4:1   | 3:0  |   |
| 2 | Австрія   | 5 | 3 | 0  | 0  | 2 | 18 | 18 | 0   | 9  | 2:6   | *** | 2:5   | 4:3   | 3:1   | 7:3  |   |
| 3 | Казахстан | 5 | 2 | 1  | 0  | 2 | 21 | 13 | +8  | 8  | 3:5   | 5:2 | ***   | 4:3 Б | 2:3   | 7:0  |   |
| 4 | Норвегія  | 5 | 1 | 1  | 2  | 1 | 21 | 14 | +7  | 7  | 1:2 Б | 3:4 | 3:4 Б | ***   | 4:3 Б | 10:1 |   |
| 5 | Німеччина | 5 | 2 | 0  | 1  | 2 | 10 | 14 | -4  | 7  | 1:4   | 1:3 | 3:2   | 3:4 Б | ***   | 2:1  |   |
| 6 | Італія    | 5 | 0 | 0  | 0  | 5 | 5  | 29 | -24 | 0  | 0:3   | 3:7 | 0:7   | 1:10  | 1:2   | ***  |   |

### Дивізіон I B
Матчі пройшли 12 — 18 грудня 2015 у місті Межев (Франція).
| Команда кваліфікується до дивізіону I А | Команда вибуває до дивізіону II А |

Підсумкова таблиця та результати
| М | Команда         | І | В | ВО | ПО | П | ШЗ | ШП | +/- | О |        | 1      | 2      | 3      | 4      | 5   | 6 |
| - | --------------- | - | - | -- | -- | - | -- | -- | --- | - | ------ | ------ | ------ | ------ | ------ | --- | - |
| 1 | Франція         | 4 | 2 | 1  | 0  | 1 | 17 | 9  | +8  | 8 | ***    | 7:2    | 3:4    | 3:2 ОТ | 4:1    | 0:0 |   |
| 2 | Польща          | 4 | 2 | 1  | 0  | 1 | 15 | 10 | +5  | 8 | 2:7    | ***    | 9:3    | 1:0 ОТ | 3:0    | 0:0 |   |
| 3 | Велика Британія | 4 | 2 | 1  | 0  | 1 | 13 | 16 | -3  | 8 | 4:3    | 3:9    | ***    | 3:2    | 3:2 ОТ | 0:0 |   |
| 4 | Україна         | 4 | 1 | 0  | 2  | 1 | 9  | 10 | -1  | 5 | 2:3 ОТ | 0:1 ОТ | 2:3    | ***    | 5:3    | 0:0 |   |
| 5 | Словенія        | 4 | 0 | 0  | 1  | 3 | 6  | 15 | -9  | 1 | 1:4    | 0:3    | 2:3 ОТ | 3:5    | ***    | 0:0 |   |
| 6 | Японія          | 0 | 0 | 0  | 0  | 0 | 0  | 0  | 0   | 0 | 0:0    | 0:0    | 0:0    | 0:0    | 0:0    | *** |   |

Збірна Японії відмовилась від участі в чемпіонаті та автоматично вибула до другого дивізіону.

## Дивізіон II

### Дивізіон II A
Матчі пройшли 13 — 19 грудня 2015 у місті Електренай (Литва).
| Команда кваліфікується до дивізіону I В | Команда вибуває до дивізіону II B |

Підсумкова таблиця та результати
| М | Команда        | І | В | ВО | ПО | П | ШЗ | ШП | +/- | О  |     | 1     | 2    | 3   | 4     | 5     | 6 |
| - | -------------- | - | - | -- | -- | - | -- | -- | --- | -- | --- | ----- | ---- | --- | ----- | ----- | - |
| 1 | Угорщина       | 5 | 5 | 0  | 0  | 0 | 36 | 9  | +27 | 15 | *** | 8:2   | 6:0  | 7:0 | 7:5   | 8:2   |   |
| 2 | Литва          | 5 | 3 | 1  | 0  | 1 | 18 | 16 | +2  | 11 | 2:8 | ***   | 6:5  | 4:1 | 4:1   | 2:1 Б |   |
| 3 | Естонія        | 5 | 3 | 0  | 0  | 2 | 27 | 26 | +1  | 9  | 0:6 | 5:6   | ***  | 6:3 | 5:3   | 11:8  |   |
| 4 | Хорватія       | 5 | 2 | 0  | 0  | 3 | 13 | 21 | -8  | 6  | 0:7 | 1:4   | 3:6  | *** | 5:2   | 4:2   |   |
| 5 | Нідерланди     | 5 | 0 | 1  | 0  | 4 | 14 | 23 | -9  | 2  | 5:7 | 1:4   | 3:5  | 2:5 | ***   | 3:2 Б |   |
| 6 | Південна Корея | 5 | 0 | 0  | 2  | 3 | 15 | 28 | -13 | 2  | 2:8 | 1:2 Б | 8:11 | 2:4 | 2:3 Б | ***   |   |

### Дивізіон II B
Матчі пройшли 17 — 23 січня 2016 у місті Новий Сад (Сербія).
| Команда кваліфікується до дивізіону II А | Команда вибуває до дивізіону III А |

Підсумкова таблиця та результати
| М | Команда   | І | В | ВО | ПО | П | ШЗ | ШП | +/- | О  |        | 1    | 2      | 3   | 4    | 5    | 6 |
| - | --------- | - | - | -- | -- | - | -- | -- | --- | -- | ------ | ---- | ------ | --- | ---- | ---- | - |
| 1 | Румунія   | 5 | 4 | 1  | 0  | 0 | 37 | 14 | +23 | 14 | ***    | 6:5  | 5:4 ОТ | 6:2 | 8:0  | 12:3 |   |
| 2 | Іспанія   | 5 | 4 | 0  | 0  | 1 | 34 | 12 | +22 | 12 | 5:6    | ***  | 4:1    | 6:1 | 9:3  | 10:1 |   |
| 3 | Сербія    | 5 | 3 | 0  | 1  | 1 | 34 | 9  | +25 | 10 | 4:5 ОТ | 1:4  | ***    | 9:0 | 10:0 | 10:0 |   |
| 4 | Бельгія   | 5 | 2 | 0  | 0  | 3 | 14 | 21 | -7  | 6  | 2:6    | 1:6  | 0:9    | *** | 6:0  | 5:0  |   |
| 5 | Австралія | 5 | 1 | 0  | 0  | 4 | 11 | 35 | -24 | 3  | 0:8    | 3:9  | 0:10   | 0:6 | ***  | 8:2  |   |
| 6 | КНР       | 5 | 0 | 0  | 0  | 5 | 6  | 45 | -39 | 0  | 3:12   | 1:10 | 0:10   | 0:5 | 2:8  | ***  |   |

## Дивізіон III
Матчі пройшли 15 — 24 січня 2016 у Мехіко (Мексика). 
| Команда кваліфікується до дивізіону II B |

Підсумкова таблиця та результати
| М | Команда       | І | В | ВО | ПО | П | Ш       | О  | 1   | 2   | 3    | 4     | 5     | 6    | 7    |
| - | ------------- | - | - | -- | -- | - | ------- | -- | --- | --- | ---- | ----- | ----- | ---- | ---- |
| 1 | Мексика       | 6 | 5 | 0  | 0  | 1 | 24 - 14 | 15 | *** | 3:0 | 2:1  | 6:5   | 1:4   | 3:2  | 9:2  |
| 2 | Болгарія      | 6 | 4 | 0  | 0  | 2 | 18 - 13 | 12 | 0:3 | *** | 4:1  | 3:4   | 4:2   | 3:1  | 4:2  |
| 3 | Нова Зеландія | 6 | 4 | 0  | 0  | 2 | 29 - 16 | 12 | 1:2 | 1:4 | ***  | 6:2   | 6:5   | 3:2  | 12:1 |
| 4 | Ізраїль       | 6 | 3 | 0  | 1  | 2 | 39 - 23 | 10 | 5:6 | 4:3 | 2:6  | ***   | 5:6 б | 6:2  | 17:0 |
| 5 | Ісландія      | 6 | 2 | 1  | 0  | 3 | 24 - 21 | 8  | 4:1 | 2:4 | 5:6  | 6:5 б | ***   | 0:3  | 7:2  |
| 6 | Туреччина     | 6 | 2 | 0  | 0  | 4 | 20 - 15 | 6  | 2:3 | 1:3 | 2:3  | 2:6   | 3:0   | ***  | 10:0 |
| 7 | ПАР           | 6 | 0 | 0  | 0  | 6 | 7 - 59  | 0  | 2:9 | 2:4 | 1:12 | 0:17  | 2:7   | 0:10 | ***  |